# 2011年澳門勞動節遊行
2011年澳門勞動節遊行分別由八個團體及組織於2011年5月1日下午發起的遊行以就澳門的社會問題表達意見，遊行人士亦包括澳門青年、教師、勞工及個別澳門立法會議員。是次遊行並沒有發生過往的嚴重衝突場面，但在最後階段出現了少許警民衝突，澳門警方最終帶走澳門紮鐵工會理事長黃偉民以及駛走一輛用作示威用途的宣傳車。

## 遊行前
鑑於2010年的遊行有遊行人士偏離警方修改路線並發生警民衝突的場面，遊行路線成為爭論的焦點。另一方面，特區政府在遊行前推出多項新政策，包括對住宅單位及樓花在一年內第二次轉賣的交易徵收樓價20%的特別印花稅，收緊銀行樓花按揭比率至70%予本地居民和50%予非本地居民等；並宣佈下半年再推出現金分享計劃，每名永久居民派發3000澳門元及每名非永久居民派發1800澳門元。而早在2011年2月，澳門永久居民未受惠子女家長會也曾發起靜坐。

### 參與團體
是次遊行分別有八個團體發起，包括澳門工人自救會、澳門社區發展協會、澳門青年動力與私校教師聯同青州坊居民、澳門九澳村民互助會以及離島居民、澳門工人民生力量聯合工會與澳門職工權益協會、五邑鄉親同盟會與中國澳門鋼筋扎鐵工程工會、澳門工人同盟總會、以及三名聲援前述工人民生力量聯合工會的市民。另一方面，澳門永久居民未受惠子女家長會也曾發表預告宣佈會發起遊行，然而於4月29日下午取消有關決定。

### 遊行路線
各發起團體自4月中起分別向治安警察局提交遊行路線方案，各團的起步點都有不同，分別於永寧廣場（青年動力與教師團體）、祐漢公園（工人自救會）、澳門文化中心（澳門社區發展協會）、何賢公園（九澳村民互助會）和三角花園（工人民生力量聯合工會及其他），而終點則均在澳門政府總部。其中由三名聲援市民發起的的團體提出要求取道高士德大馬路，但警方以高士德下水道工程正在進行為由拒絕，並修改其路線途經美副將大馬路。而工人自救會則提出了兩條遊行路線，分別是經二龍喉和新馬路，但警方拒絕取道新馬路的路線，要求其取道二龍喉。該兩團體在書面回覆時均表示拒絕警方修改，然而警方則稱他們已口頭上接受有關修改。

## 遊行訴求

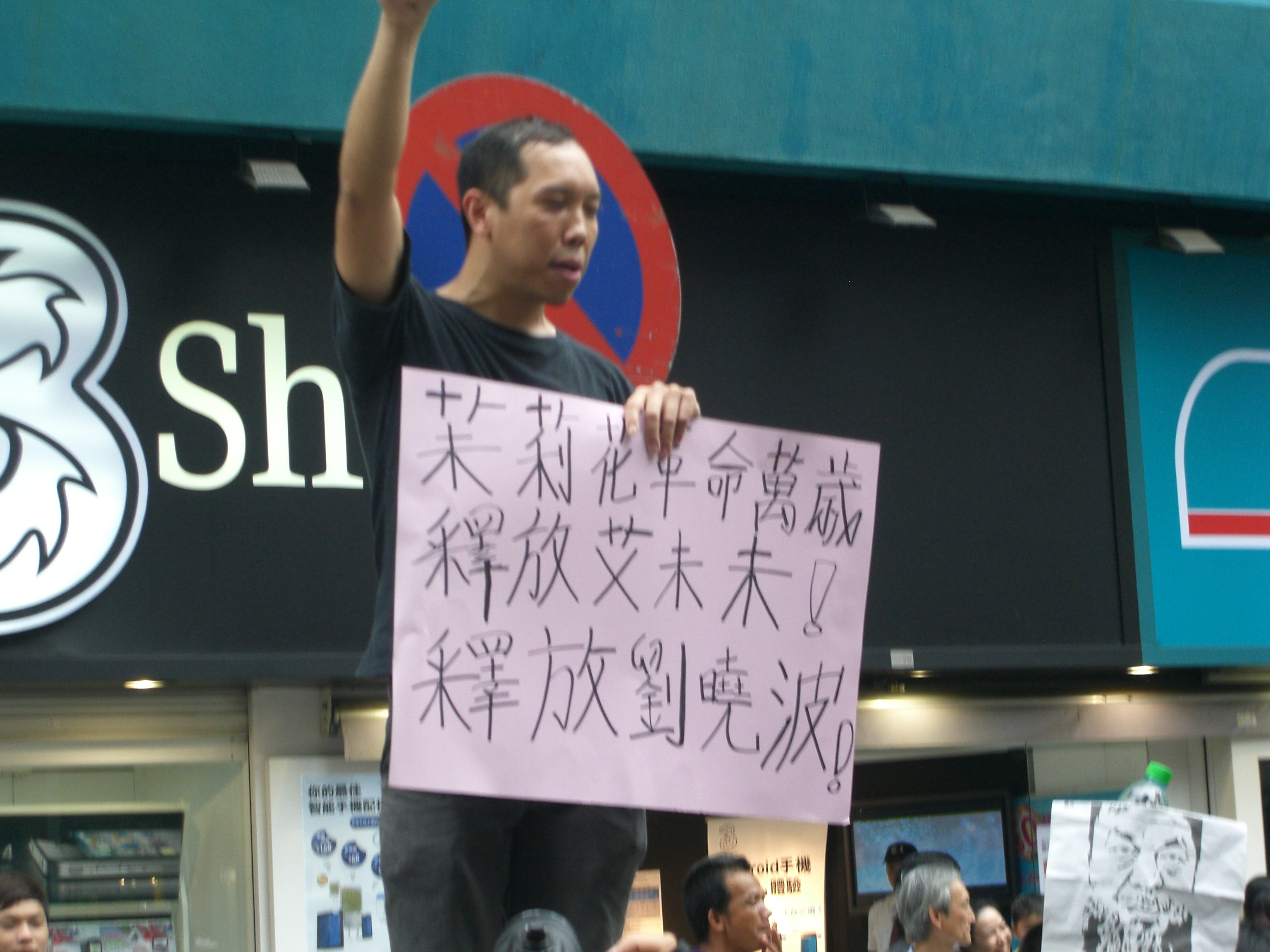
利建潤舉起要求釋放中國大陸維權人士的標語

這次遊行各團體分別有各種不同的訴求和不滿，包括有：
- 要求政府以更嚴厲的力度打擊貪污與官商勾結、利益輸送，並公開賣地資料；賤價批地予以大財團用作商業項目，官員從中污取利等；
- 要求政府改善本地勞工就業問題及打擊非法勞工問題；
- 要求政府通過立法改善前線教師待遇；
- 要求政府對於紗紙契問題有完滿的解決方案出台和改善路環居住環境；
- 要求政府關注九澳村毒飛灰事件；
- 要求中國大陸釋放艾未未、劉曉波等維權人士；
- 不滿政府當局在制定《控煙法》上所出現的「筆誤」；
- 不滿炒風熾熱而導致樓價飇升，居民無法置業安居；並要求盡快落成19000個經濟房屋單位；
- 不滿交通混亂，車輛過多引致塞車和泊車問題長久困擾民生；
- 不滿澳門輕軌鐵路方案途經部份新口岸新填海區街道；
- 不滿澳廣視新聞自我審查的手法；
- 不滿澳門電訊上網服務的收費過高及網路速度不合理；
- 不滿澳門蔡高中學在處理學生唱不文歌曲事件的手法；
- 爭取在澳門居留權者要求居於中國大陸的超齡子女能到澳門定居、團聚；
- 爭取普選立法會和行政長官。

## 遊行經過

### 澳門青年動力及私校教師
約400名私校教師聯同澳門青年動力以及青洲坊居民的遊行團體於下午1時在永寧廣場集合，並於下午2時出發，途經祐漢公園、馬場海邊馬路、慕拉士大馬路、俾利喇街、美副將大馬路、二龍喉、水坑尾街；其中教師團體採取靜默方式遊行，並於約翰四世大馬路的教育暨青年局總部遞信後離去；而青年動力則繼續沿蘇亞利斯博士大馬路及南灣湖景大馬路遊行到達澳門政府總部遞信後散去。

### 工人自救會
澳門工人自救會於下午1時在祐漢公園集合，並於下午3時出發，之後與澳門青年動力所行的路線相同，到達澳門政府總部後曾一度與警方推撞鐵馬，及後工人自救會理事長張榮發隨即宣佈遊行結束及呼籲該會成員離去。

### 離島居民

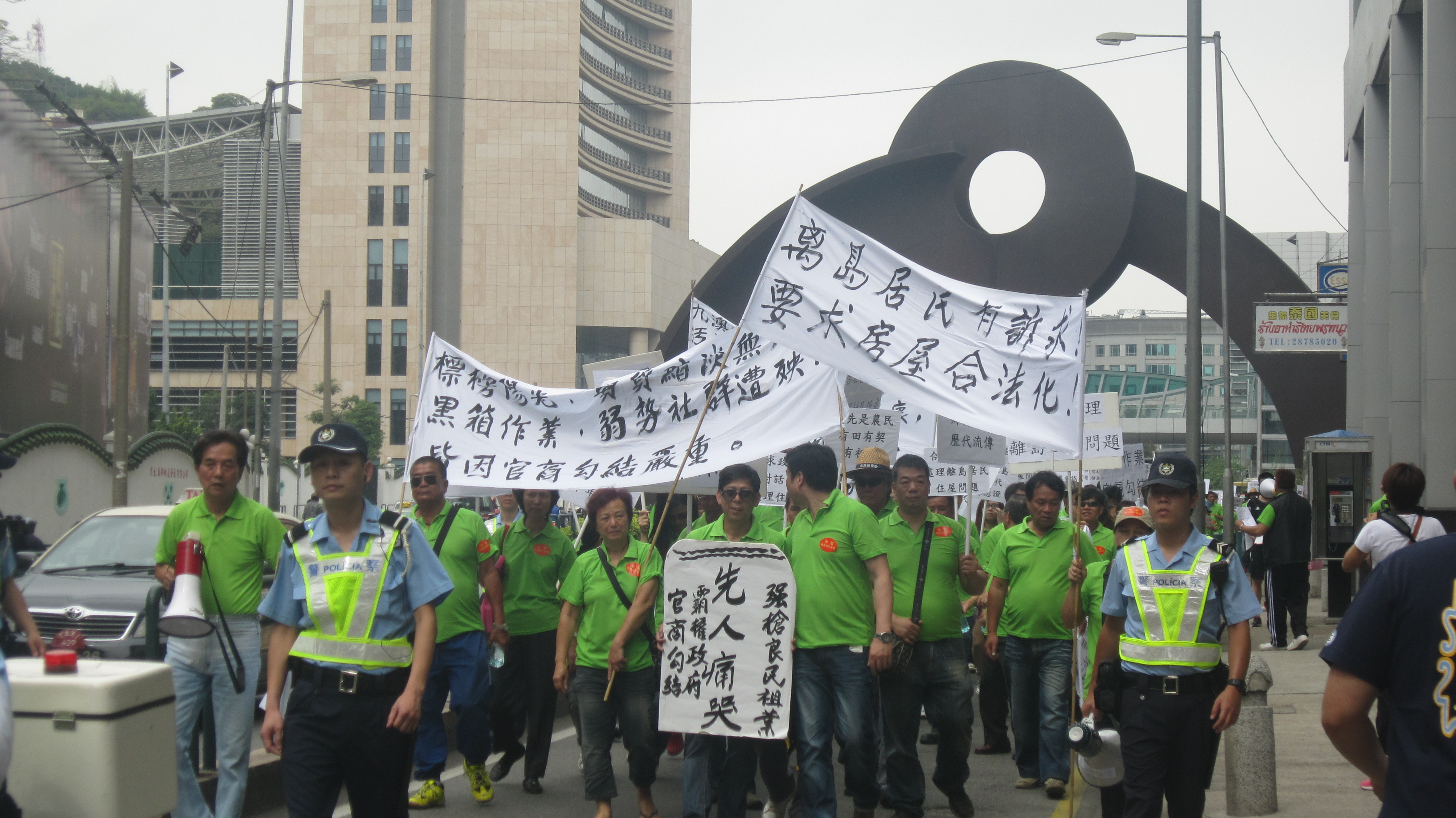
離島居民行經羅理基博士大馬路的情況

澳門九澳村民互助會、黑沙歷代原居民及澳門離島居民近300人於下午一時半在何賢公園集合，2時45分出發並途經友誼大馬路、羅理基博士大馬路、南灣大馬路、約翰四世大馬路、蘇亞利斯博士大馬路及南灣湖景大馬路到澳門政府總部遞交請願信後離去。

### 澳門社區發展協會
澳門社區發展協會近100人下午2時在澳門文化中心集合，半小時後出發途經倫敦街、繞宋玉生公園一圈後再經波爾圖街、城市日大馬路、仙德麗街、亞馬喇前地、蘇亞利斯博士大馬路，並分途派代表前往位於羅保博士街的運輸基建辦公室和澳門政府總部遞信。

### 其他勞工團體
澳門工人民生力量聯合工會等其他勞工團體和組織於下午1時半在三角花園集合，並於下午2時45分出發，途經關閘橫路、提督馬路、美副將大馬路，之後在俾利喇街跟在澳門青年動力後面並途經相同路線到達政府總部，期間部份示威人士衝出封鎖線阻塞交通被警方制止。到達政府總部對面的交通燈位時，警方要求其示威車輛駛離現場，但遭到示威人士拒絕，澳門扎鐵工會理事長黃偉民隨即高舉一張聲稱是警方批准可以使用示威車的通告書，並爬上車頂宣示不滿。其後警方趁黃偉民離開車頂時將他抬入一部預先準備的七人車並帶返治安警察局位於夜呣斜巷的第一警司處拘留，及後警方也派員登上該示威車輛，並將其駛離現場。警方這一連串的行動引起部分示威人士不滿，在場人士甚至以「有牌賊仔」、「合法流氓」來標籤警察。
而原先取消遊行的澳門永久居民未受惠子女家長會，最終也有約200名家長在勞工團體的隊伍裏參與其中。
（另見下文「示威者被拘」一節）

## 事件表態
是次遊行最大爭議的地方出現在最後階段——警方把示威者帶走、駕走示威車輛、以及警方攔住記者採訪，坊間對此議論紛紛，其中警方把示威者帶走被認為是成為整個遊行發生衝突的導火線，遊行翌日後甚至有人在Facebook上傳一張警察用手捏着記者頸部的照片，也成為了討論的焦點。澳門行政長官崔世安被問到有關事宜時則不作表態，社會文化司司長張裕也祇對教師遊行部份作回應，而沒有對警方的做法作評論。

### 澳門政府
澳門特別行政區政府發言人辦公室於下午6時13分發表對是次遊行的聲明，表示政府「尊重基本法賦予市民所享有的遊行、示威和表達言論自由」，並認為警方已採取「克制的態度」處理個別企圖擾亂秩序者，並呼籲遊行人士和平理性表達意見。而政府也於下午5時發出新聞稿表示接受到有示威人士就澳門輕軌路線的請願信，當局表示會繼續向居民公開有關資料及保持溝通。

### 澳門警方

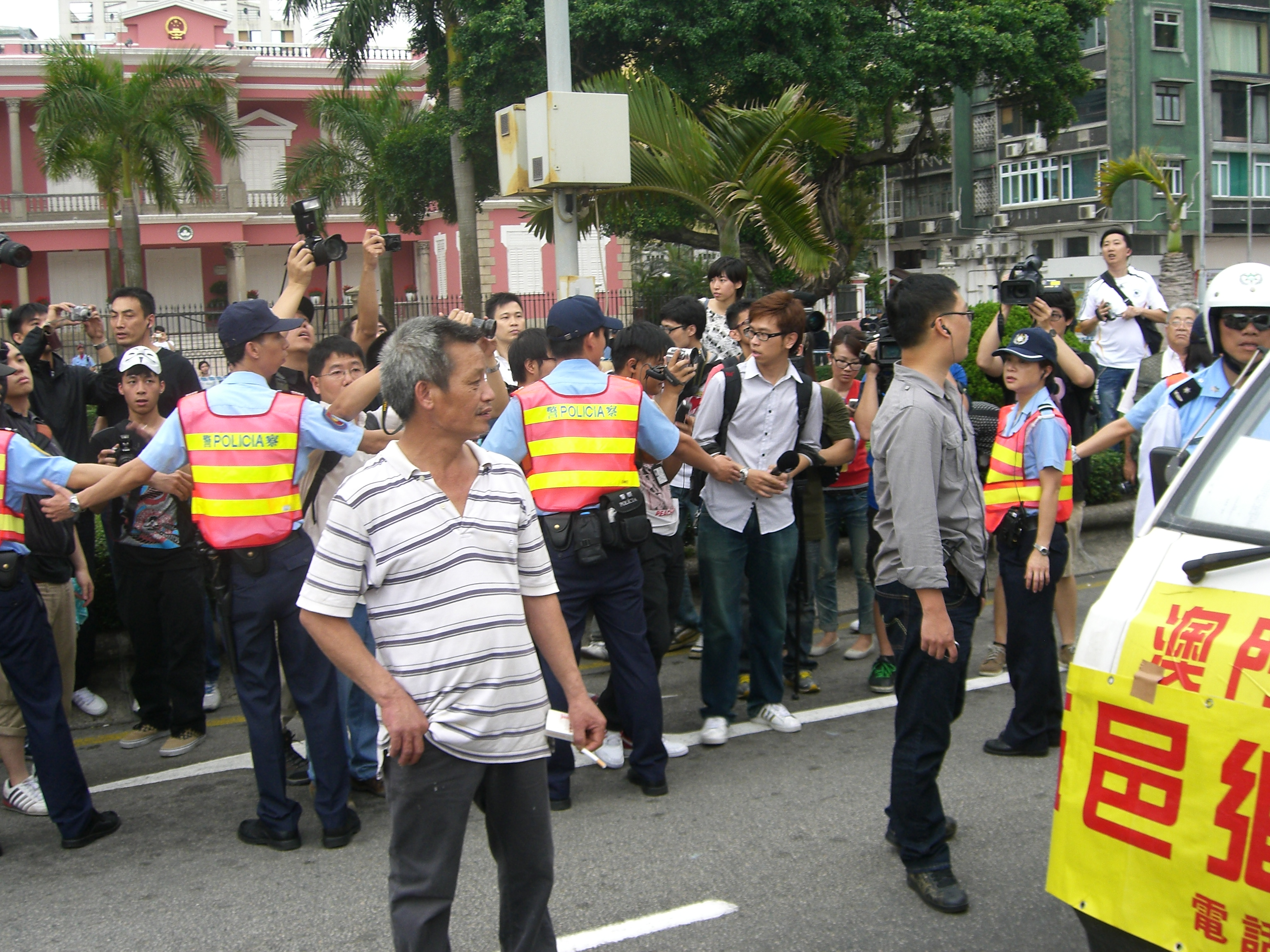
衝突發生時警方組成人鏈阻擋記者採訪

治安警察局表示遊行大致順利，而對於警方駛走示威車輛和帶走示威者，警方發言人源劍峰表示約於四時許示威車輛停泊在該交通燈處會阻礙交通，並已作出多次勸喻其駛走，但不成功才作出有關行動，並稱該行動是依法執行。而對於有警員阻止記者採訪和與記者發生碰撞，警方則對此直認不諱，並解釋當時現場空間不足，也沒有條件劃分採訪區，才進行阻止行動；之後晚上約9時再發出新聞稿解釋限制記者採訪的事宜，稱黃偉民被帶走時一眾記者衝出馬路，為了「盡快恢復道路交通」勸喻記者離開卻不成功，故採取「適當措施」限制記者採訪。
警方在遊行前估計會有約2300人參加，最終警方表示整體遊行人數與估計相符。而是次警方派出約300名警員到場維持秩序。
（另見下文「警方反駁評論」一節）

### 教青局

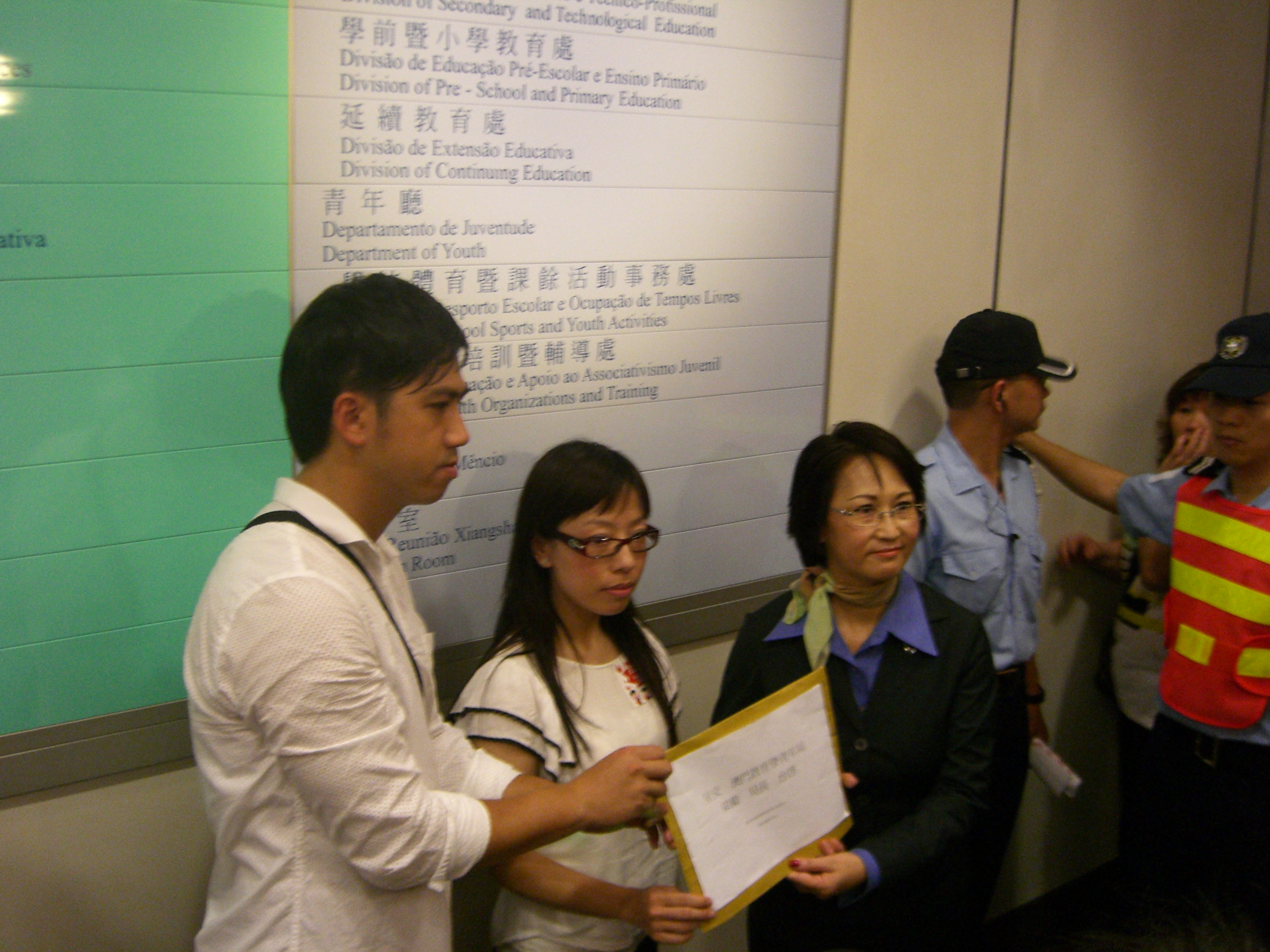
私校教師代表於教育暨青年局向局方代表遞信

澳門教育暨青年局對於有教師發起遊行則回應指會改善與教師的溝通渠道，並會將《私立學校教學人員制度框架》諮詢文稿予教師上網瀏覽，並對教師運用表達意見的權利予以尊重。

### 傳媒
在政府總部對面發生衝突期間，警方曾一度阻止記者採訪，引起在場傳媒不滿，及至部份記者與警方理論後才得以繼續採訪。為此，澳門傳媒工作者協會於5月2日發表聲明，指責警方把警權無限擴大，故意阻撓及使用武力趕走記者的做法已超出合理範圍，並對此予以強烈譴責。傳協又稱警方在記者訪問示威者時進行監控，認為這已然是干預採訪自由並製造白色恐怖；另認為遊行活動因其有流動性而不適合設置採訪區，要求警方在往後的遊行中摒棄如此做法。

### 議員
鑑於警方駛走示威車輛的做法，澳門立法會議員區錦新對此並不認同，反而認為警方的行動而引起的衝突才導致阻塞。吳國昌認為警方設立採訪區的原意是保障遊行秩序及保護記者，但在未發生衝突的時候用暴力阻撓記者有違原意；而對於遊行所出現的訴求，吳國昌認為這正反映時下政策有需要檢討，並覺得時下政府提供的諮詢渠道尚須改善。

### 社會人士
對於警方在遊行前表示會設立傳媒採訪區，澳門科技大學人文藝術學院助理教授譚志強認為警方此舉早已有限制傳媒採訪的打算，覺得其做法並不可行；而對於警方使用武力阻撓記者，譚志強認為警方已違反《澳門基本法》第27條（因妨礙新聞自由），又以「無知」和「心理不平衡」來形容警方；並表示當局仍沒有指引予前線警員跟從，以致警員任意做事。
澳門街坊會聯合總會會長梁慶庭表示政府有責任在保障新聞自由和記者安全的前提下取得平衡，並認為在設立採訪區的事宜上政府應多與傳媒溝通；另表示遊行人士理性表達各樣訴求反映澳門社會正向多方面發展，也有利於形成社會共識。

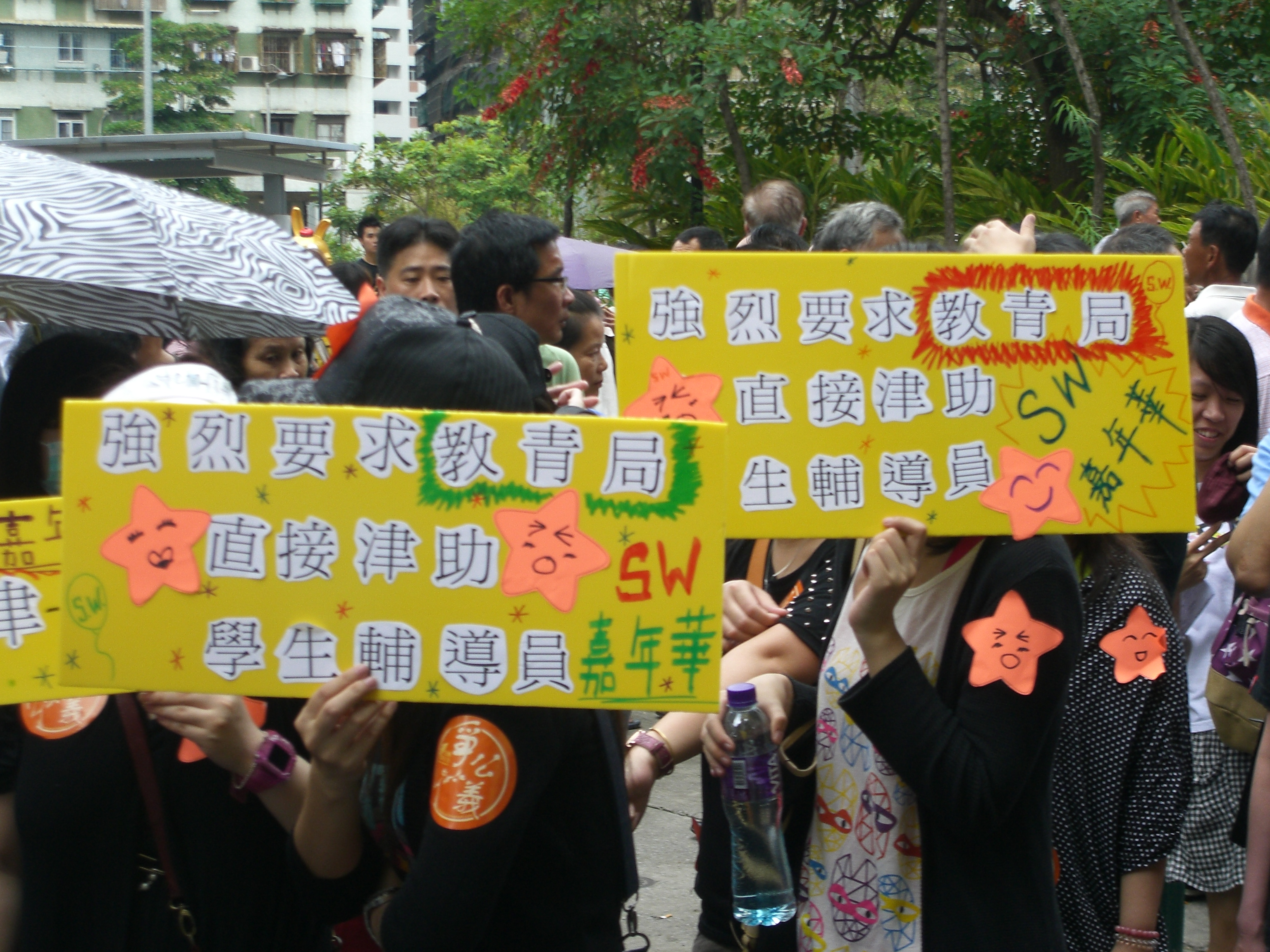
對於教師遊行，林發欽予以肯定

澳門非高等教育委員會成員林發欽則對於教師團體能以理性方式表達對教育政策意見予以肯定，並認為當局未有準確地聆聽教師的訴求，且希望政府能更進一步地監督澳門各學校。
對於遊行所出現的訴求，澳門理工學院副教授蘇文欣認為時下政府對於一些民間有迫切需要的政策拖延太久，繼而令澳門市民不滿，並表示政府應把諮詢渠道拓寬。

## 後續事件

### 遊行人士受傷及不適
遊行期間有一名遊行人士出現頭暈、血壓高症狀，另有一人則在步行時跌倒，撞傷口腔和牙齒。各人被送往仁伯爵醫院經治療後已經出院。

### 示威者被拘

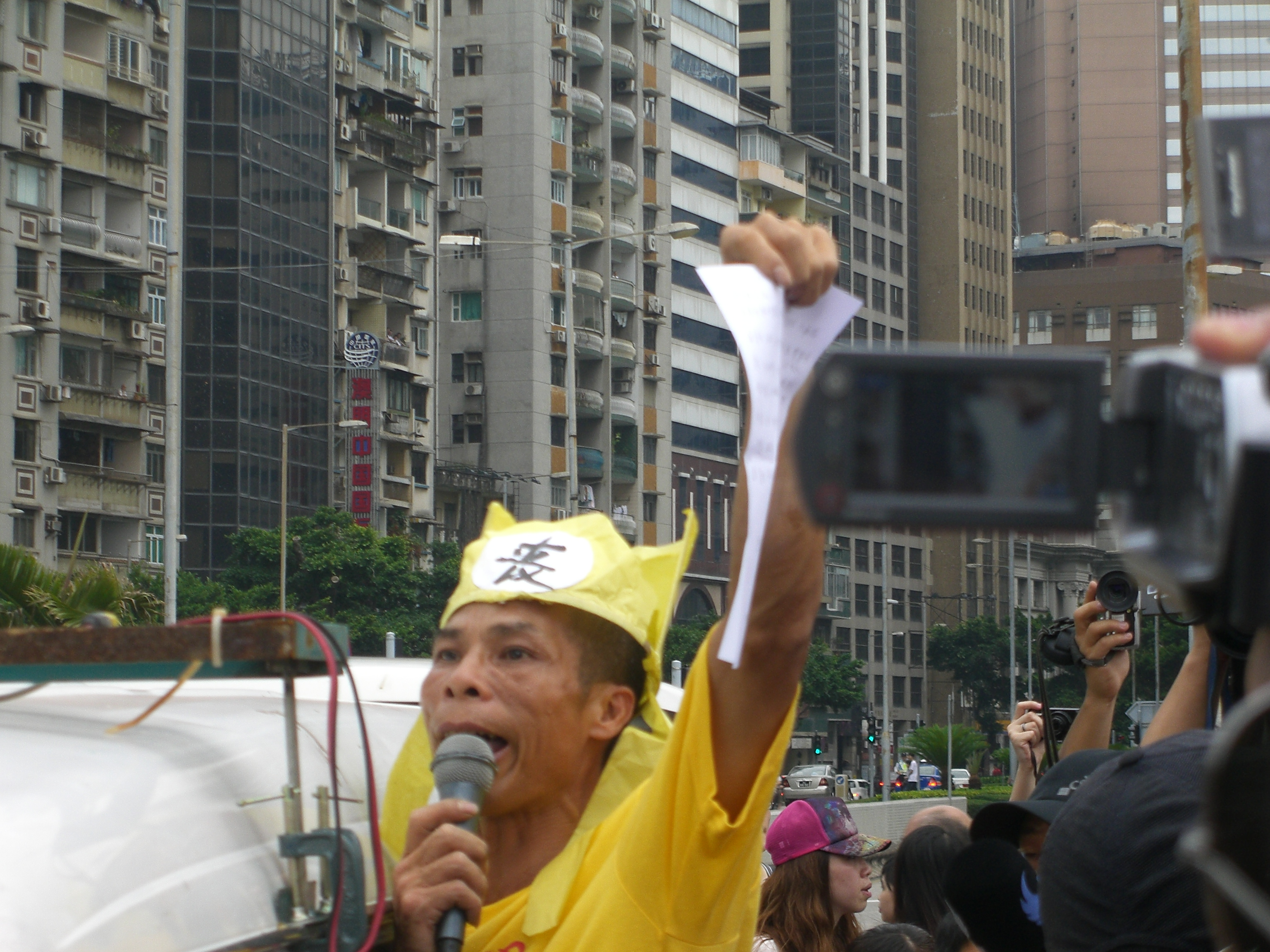
被警方帶走的示威者——黃偉民

在遊行中警方帶走扎鐵公會理事長黃偉民到治安警察局第一警司處調查，其所屬之遊行團體兩名成員及部份示威者聚集警處進行交涉，並在附近的崗頂前地靜坐，要求立即釋放黃偉民。其後警方表示會於5月2日0時前釋放黃偉民，示威者才陸續散去。最終黃偉民於當晚9時獲釋，不過警方也立案控告其觸犯違令罪並將案件移交澳門檢察院處理。而黃偉民於5月3日到檢察院接受偵訊，事後檢察院認為資料不足，把案件交還治安警察局調查。
5月4日，黃偉民到保安部隊及保安部門紀律監察委員會遞信，要求跟進警方在遊行當日的處理手法，並要求警方作出公開道歉。黃偉民又稱檢察院已取消有關控罪。

### 警方反駁評論
對於有社會人士批評治安警察局在遊行衝突時處理手法，治安警察局在5月3日發出新聞稿作出回應，大致對批評表示不認同，否認設立過採訪區限制記者，並認為當時在封鎖區內有潛在危險，不可能讓眾多記者自由採訪以免釀成意外，又稱當時傳媒是可以在「安全區域自由進行採訪」；又表示有關評論的發表者未了解清楚當時情況。然而，該新聞稿於當天下午5時20分發出後，其標題曾被警方兩度修改：該稿最初是以「治安警察局回應不實評論」為題，40分鐘後將「回應不實評論」部份修改為「就某協會及學者之評論作出回應」，最終再於39分鐘之後改成祇以「回應」二字取代該等部份。
而由於記者在Facebook上載警方與記者糾纏的照片，治安警察局於5月4日召開新聞發佈會解釋，並播放衝突時的影片，辯稱當時照片中的記者阻擋示威車離開故將他拉開。然而警方所播放的影片同時拍到其他記者與警察推撞，警方被問及時均拒絕為其作出回應。對於警方如此解釋，在場傳媒並不接受。
對於警方多次修改回應和作出版本不同的解釋，新澳門學社理事吳國昌認為警方在此事上表現貿然。

## 備註
1. ↑  以「三名市民」名義發起。
2. ↑  根據《澳門基本法》第27條規定：「澳門居民享有言論、新聞、出版的自由，結社、集會、遊行、示威的自由，組織和參加工會、罷工的權利和自由。」
3. ↑   註: